# 미르바트 SC
미르바트 SC(아랍어: نادي مرباط الرياضي)는 미르바트를 연고로 하는 오만의 축구단이다. 현재 오만 프로리그에 참가하고 있다.